# Lusitaner

Rekonstruierte Sprachräume um 300 v. Chr.

Die Lusitaner werden als Ahnen der Portugiesen angesehen. Sie lebten im Westen der Iberischen Halbinsel und bestanden anfangs aus einem Stamm, der zwischen den Flüssen Douro und Tejo lebte. Später wurde die Bezeichnung auch auf andere verwandte oder verbundene Volksgruppen wie Vettonen oder Gallaeker ausgedehnt.

## Herkunft der Lusitaner
Das Wort Lusitaner ist vermutlich keltischen Ursprungs, zusammengesetzt aus Lus und Tanus, „Stamm des Lusus“. In der römischen Mythologie gelten das Geschwisterpaar Lusus, ein Sohn oder enger Freund des Bacchus (Dionysos), zusammen mit seiner Schwester Lisa (Lyssa) als Stammeltern der Lusitaner.
Die Sprache der Lusitaner zählt zu den indogermanischen Sprachen. Zunächst hielt man die Lusitaner für eine Untergruppe der Keltiberer. Moderne Autoren nehmen aber an, dass sie dort vor diesen ansässig waren. Zeitweise seien sie von den Keltiberern beherrscht worden, bevor sie sich neu organisierten. Unterschiedlichen Auffassungen zufolge werden die Lusitaner daher als keltisches, bzw. prä-keltisches und dann keltisiertes Volk eingestuft.
Die These der keltischen Herkunft wurde vor allem von dem französischen Archäologen Scarlat Sambrino verfochten, unter Hinweis auf die im Osten der Halbinsel siedelnden Lusonen, mit denen zusammen sie im 6. Jahrhundert v. Chr. aus der nordwestlichen Alpenregion (heute Schweiz) eingewandert seien. Diese Hypothese bringt die Lusitaner mit der jungsteinzeitlichen Glockenbecherkultur in Verbindung. Historiografisch stützt sie sich besonders auf die Ora maritima von Avienus aus dem 4. Jahrhundert n. Chr., die sich wiederum auf Dokumente aus dem 6. Jahrhundert v. Chr. stützte.

## Lusitanien

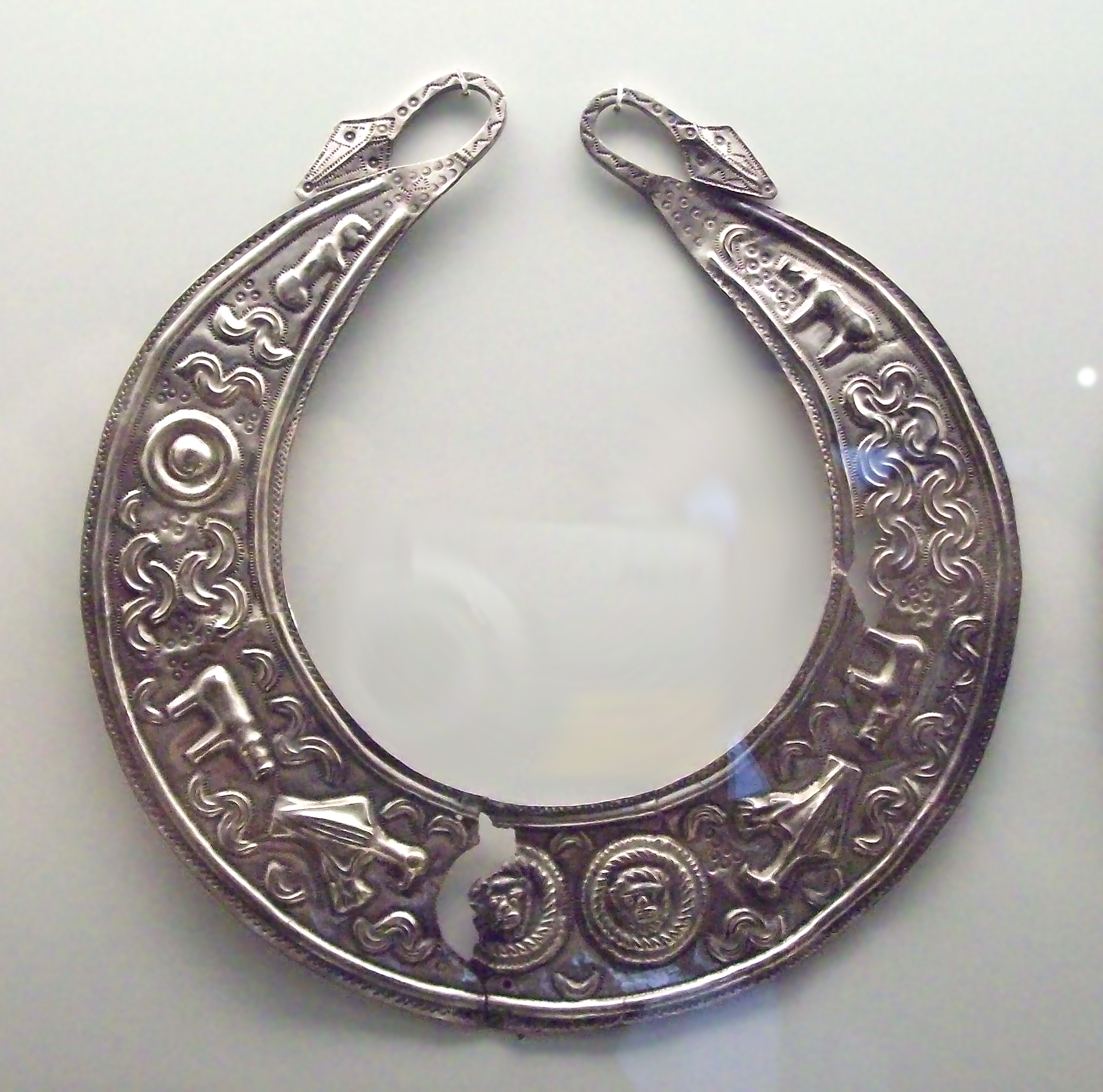
Lusitanische Lunula (2. Jahrhundert v. Chr., M.A.N., Madrid)

Die Gebiete, die von den Lusitanern zunächst besiedelt wurden, waren vermutlich das Tal des Duero und die Region Beira Alta; im Beira blieben sie, bis sie durch die Kelten und andere Stämme geschlagen wurden. Anschließend breiteten sie sich, bis zur Ankunft der Römer, bis in die Estremadura aus.

## Kultur
- Die Lusitaner wohnten in kleinen ebenerdigen Häusern, deren Grundrisse in ihrem Kerngebiet rechteckig, im Norden rund waren.
- Ihre Kleidung verfertigten sie aus Wolle und Ziegenhaut.
- Sie pflegten eine Badekultur mit heißen Dampf- und Kaltwasserbädern.
- Die Lusitaner waren monogam.

## Religion
Die Lusitaner hatten zahlreiche Gottheiten. Außer Tieren (v. a. Ziegen) opferten sie ihnen auch Gefangene.

## Kriegsführung
Den Kern der Armee bildeten die Caetratii oder auch Caetranann. Sie waren meist mit der Caetra (Rundschild) und dem Falcata (gekrümmtes Hiebschwert) bewaffnet. Ein weiterer, häufiger Soldatentyp waren die Scutarii (lat. Scutum; Schild). Sie waren in der Regel schwerer gerüstet und mit so genannten Solifera bewaffnet (Wurfspieße aus Eisen). Die Scutarii kämpften in großen, viereckigen Formationen. Zusätzlich gab es Kriegssensen, Tridente (Dreizacks) und Harpunen. Die Adeligen („Ambakaro“) kämpften oft als Epones (Kavalleristen).

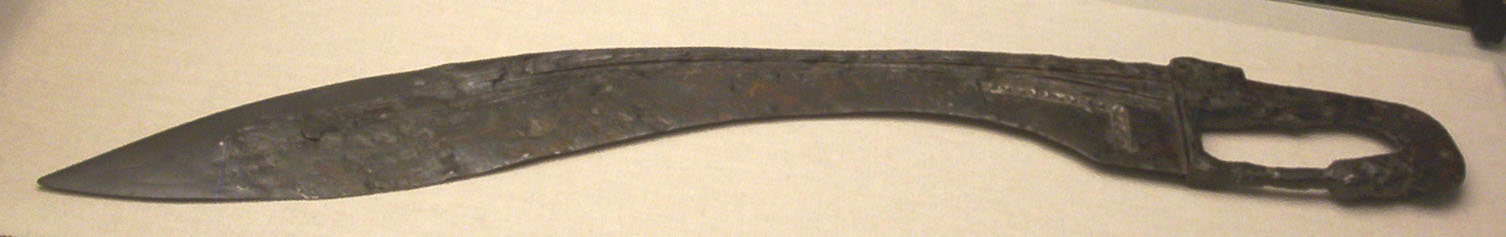
„falcata“ Eisernes iberisches Krummschwert

## Unterwerfung durch die Römer
Die Lusitaner werden von Titus Livius im Jahr 218 v. Chr. erstmals als karthagische Söldner erwähnt. Im Jahr 194 v. Chr. schlug Publius Cornelius Scipio Nasica, der damals Praetor in Spanien war, die Lusitaner bei Ilipa. Dies war der Beginn von Auseinandersetzungen mit wechselndem Erfolg, die sich über 200 Jahre hinzogen.
178 v. Chr. feierte der Praetor Lucius Postumius Albinus nach seinem Sieg über die Lusitaner einen Triumphzug in Rom. Andererseits erreichten sie 155 v. Chr. unter dem Kommando erst des Punicus (vielleicht ein karthagischer General), dann des Caesarus, den Felsen von Gibraltar, wo sie vom Praetor Lucius Mummius geschlagen wurden.
Nach diesem Sieg brachte Servius Sulpicius Galba einen Waffenstillstand zustande, den er aber brach, als die Lusitaner die neue Allianz bildeten. Er ließ die Führungsschicht ermorden und verkaufte die Überlebenden in die Sklaverei (150 v. Chr.), wodurch eine neue Rebellion (der sogenannte Spanische Krieg) entfacht wurde. Diese wurde von Viriatus (* um 180 v. Chr.; † 139 v. Chr.), dem berühmtesten Lusitaner, angeführt. Nach dessen Ermordung brach sie allerdings bald zusammen.
Die Römer erlangten weitere Siege über die Lusitaner, unter Decimus Iunius Brutus Callaicus und Gaius Marius 113 v. Chr., konnten deren Widerstand aber erst beenden, nachdem sie sich mit den Truppen des Sertorius verbunden hatten. Marodierende Haufen bereiteten den Römern, die Wehrgehöfte errichteten, noch bis zur Zeitenwende Probleme. Unter den Statthaltern Antistius Vetus (27–24 v. Chr.) und Publius Silius Nerva (19–16 v. Chr.) wurde den weiterhin marodierenden Banden das Handwerk gelegt.